# Dehydrering
Dehydrering er en fjernelse af vand fra et objekt, som kan være en kemisk forbindelse, et materiale eller en levende organisme som f.eks. en plante eller et menneske.
Medicinsk er dehydrering en potentielt livstruende tilstand, hvor kroppen mangler den væske der skal til for at den kan fungere optimalt.
Når planter dehydrerer kaldes det at de visner.
Kemisk dehydrering er en eliminationsreaktion, hvor der fjernes to brintatomer og et iltatom (H2O) fra en kemisk forbindelse, ofte under dannelse af en dobbeltbinding.